# Генетика старења
Генетика старења бави се проучавањем промена на генетичком материјалу као узроку старења човека и других биолошких врста. Сва досадашња испитивања указују на чињеницу да су те промене значајан фактор у процесу старења.

## Системи поправке ДНК у току старења
За одржавање хомеостазе људског организма велики значај има генотип. Генотип обезбеђује стабилност животних процеса. Промена генетичког материјала је значајан чинилац у процесу старења. По неким теоријама процес старења је повезан са накупљањем грешака у ДНК у соматским ћелијама, које су означене као соматске мутације. Поред генских мутација соматских ћелија, установљено је да се са старошћу повећава и учесталост хромозомских аберација, како структурних тако и нумеричких.
Истовремено, све више преовлађује мишљење да механизми поправке оштећења ДНК (репер-механизми) губе способност у току старења па се зато ове грешке нагомилавају у току живота. Још увек није јасно да ли је у питању накупљање грешака у току развића јединке или су грешке у генетичком материјалу учесталије у току старења. У току старења смањује се активност и количина ензима који учествују у механизмима поправке чиме се нагомилавају поремећаји у генетичком материјалу. 
Последице тога су:
- низ дегенеративних обољења,
- повећана учесталост малигних обољења, аутоимуних болести ,
- функције имунолошког система се смањују.

Идеја о важној улози поремећаја рада репер-механизама у процесу старења објашњена је моделом који говори о тома да се поправка може вршити само у деловима ДНК који су активни у транскрипцији. Велики део генома човека је неактиван у транскрипцији и у њему се могу накупљати грешке, јер је изложен ензимима поправки само за време репликације. Ако у неким ћелијама постоји дуг период између репликација и деоба ћелије, тада се накупљају оштећења ДНК која остају до следеће репликације. Накупљање грешака у ДНК доводи до поремећаја репликације, што условљава поремећај деобе ћелије и продужавање ћелијског циклуса, а такође и појаву хромозомских аберација. Генетичка нестабилност као последица поремећене поправке грешака ДНК један је од узрока старења организма.

## Аберације хромозома у току старења
Сва досадашња испитивања кариотипа соматских ћелија човека у току старења су показала да се са старошћу повећава пропорција:
- анеуплоидија
- полиплоидија
- структурних аберација хромозома

### Анеуплоидија
Испитивања су показала да се анеуплоидија чешће јавља као монозомија него као тризомија. У кариотипу човека је анеуплоидијом најчешће захваћена Ц група хромозома (припада јој и X хромозом) и да је учесталија код жена него код мушкараца. У старијих жена углавном недостаје X хромозом, мада се монозомије срећу у свим паровима аутозомних хромозома. Међу аутозомним хромозомима најчешћа је монозомија хромозома 21. Претпоставља се да је механизам којим се губи X хрмозом различит од оног који доводи до губитка неког аутозомног хромозома.
Анеуплоидија X хромозома се објашњава поремећеном функцијом центромере, која доводи до прераног раздвајања хроматида већ у метафази (нормално се хроматиде раздвајају у анафази). Хроматиде тада остају без центромере тако да је њихова расподела у кћеркама ћелијама неправилна – у неким ћелијама X хромозом недостаје, док друге ћелије имају вишак X хромозом. Установљено је да се много чешће губи неактивни X хромозом (Барово тело) па ћелије које су га изгубиле боље преживљавају него оне које изгубе активни X хромозом. Превремена деоба центромере X хромозома је четири пута чешћа у ћелијама жена од 60 и више година него у жена млађих од 40 година.
Механизам који доводи до анеуплоидије аутозома може бити измештање хромозома. Неки хромозоми због поремећене функције деобног вретена нису закачени за конце деобног вретена, већ се налазе у његовом средишњем делу. Такви хромозоми се могу изгубити (обе кћерке ћелије ће бити монозомичне) или може доћи до њихове случајне, неправилне расподеле у кћеркама ћелијама (једна ћелија би имала монозомију, а друга тризомију хромозома).

### Полиплоидија
Поред анеуплоидија у соматским ћелијама старијих особа се повећава и учесталост полиплоидија и структурних аберација хромозома.

### Структурне аберације хромозома
Структурне аберације настају као последица повећаног броја прекида на хромозомима старијих особа. Структурне аберације које се јављају и нагомилавају вероватно су последица дејства мутагена којима је човек изложен током живота. Учесталост ових аберација је четири пута већа у старих особа него у младих. 
Накупљање промена, као што су соматске генске мутације и хромозомске аберације, вероватно су последица поремећаја поправки оштећења ДНК у хромозомима. 
Проблем старења је много сложенији па генетичка оштећења вероватно нису једини узрок, већ да постоји интеракција између генетичких и других чинилаца који управљају процесом старења.